# N509 (België)
De N509 is een gewestweg in België tussen Doornik (R52) en de Franse grens bij de Franse plaats Toufflers waar de weg overgaat in de D206. De weg heeft een lengte van ongeveer 11 kilometer.
De gehele weg heeft twee rijstroken in beide rijrichtingen samen.

## Plaatsen langs N509
- Doornik
- Froyennes
- Houilly
- Templeuve
- Cao